# Arethusana calciphila
Arethusana calciphila är en fjärilsart som beskrevs av Varin 1953. Arethusana calciphila ingår i släktet Arethusana och familjen praktfjärilar. Inga underarter finns listade i Catalogue of Life.